# شهاب ۳
شهاب ۳ یک موشک بالستیک میان‌برد سوخت مایع بر اساس موشک ندونگ-۱ کره شمالی است که در ایران تولید می‌شود. نخستین نسخهٔ شهاب ۳ در تابستان سال ۲۰۰۳ وارد خدمت رسمی در نیروهای مسلح ایران شد. برد این موشک با کلاهک جنگی ۱۲۰۰ کیلویی تا ۱۳۰۰ کیلومتر، با کلاهک ۱ تنی تا ۱۵۰۰ کیلومتر و با کلاهک ۸۰۰ کیلویی تا ۲۱۰۰ کیلومتر اعلام شده‌است. تا پایان دهه ۲۰۰۰ این موشک مهم‌ترین اهرم فشار ایران برای دفاع از خود در برابر حملات احتمالی اسرائیل بود. این موشک، توسط گروه صنعتی صنام، یکی از زیرمجموعه‌های صنایع دفاعی ایران توسعه یافته‌است. بر پایهٔ برآورد واحد اطلاعاتی نیروی هوایی ایالات متحده، تا ژوئن ۲۰۱۷، کمتر از ۵۰ سکوی پرتاب این موشک، وارد خدمت عملیاتی شده‌است. بر پایهٔ بررسی آژانس بین‌المللی انرژی اتمی، احتمال دارد که جمهوری اسلامی در اوایل دهه ۲۰۰۰، انواعی از سیستم‌های مختلف فیوز، تسلیح و شلیک را بررسی کرده باشد تا شهاب ۳ را قادر به حمل کلاهک هسته‌ای کند. این موشک در جنگ ۱۲ روزه مورد استفاده قرار گرفت

## پیشینه
موشک شهاب ۳ از سال ۲۰۰۲ تاکنون به‌طور رسمی ساخته می‌شود. این موشک یک موشک میان برد بالستیک است که در نسخه‌های ابتدایی، ۱۳۰۰ کیلومتر برد داشت که در نسخه‌های بهینه‌سازی شدهٔ بعدی، بُرد آن به ۲۱۰۰ کیلومتر رسید. آزمایش‌های این موشک از سال ۱۳۷۷ تا ۱۳۸۲ ادامه داشت و سرانجام در تیرماه سال ۱۳۸۲ رسماً به آمار موشک‌های ایرانی افزوده شد. این موشک از سوخت مایع برای تهیه نیروی پیشران استفاده می‌کند. این موشک برای نخستین بار در میدان آزادی و در هفته دفاع مقدس سال ۱۳۷۷ به نمایش همگان درآمد. این موشک امروزه عملیاتی است ولی از خط تولید خارج شده‌است.

### آزمایش‌ها
ایران حداقل ۶ آزمایش پرتاب شهاب ۳ را انجام داده‌است. در نخستین مورد، در ژوئیه ۱۹۹۸، گزارش شد که این موشک در بخش دوم پرواز خود در هوا منفجر شده‌است. دومین آزمایش، به‌طور موفقیت‌آمیز در ژوئیه ۲۰۰۰ انجام شد. در سپتامبر ۲۰۰۰، ایران آزمایش سوم این موشک را انجام داد که طبق گزارش‌ها، این موشک نیز بلافاصله پس از پرتاب، منفجر شد. ایران در ماه‌های مه و ژوئیهٔ ۲۰۰۲ آزمایش‌های موفقیت‌آمیز دیگری را انجام داد. سخنگوی وزارت امور خارجه ایران در ۷ ژوئیه ۲۰۰۳ گفت که ایران آزمایش نهایی شهاب ۳ را «چند هفته پیش» انجام داده‌است که «آزمایش نهایی پیش از تحویل موشک به نیروهای مسلح ایران بوده‌است». بر پایهٔ گزارش نیویورک تایمز، در ۹ نوامبر ۲۰۰۴، علی شمخانی، وزیر دفاع وقت ایران گفته‌است که ایران می‌تواند این موشک را به تولید انبوه برساند. در ۹ ژوئیه ۲۰۰۸، ایران بار دیگر نسخه‌ای از شهاب ۳ را شلیک کرد. به گفتهٔ مقامات جمهوری اسلامی، برد آن موشک، ۲۰۱۰ کیلومتر است و به یک کلاهک متعارف یک تُنی مجهز است. این آزمایش در نزدیکی تنگه هرمز انجام شد. یک وب‌سایت نظامی مستقل، این پرتاب را تجزیه و تحلیل کرد و به این نتیجه رسید که ادعاهای ایران مبنی بر آزمایش نسخه‌ای ارتقایافته از شهاب ۳ بی‌اساس است. نشریهٔ هاآرتس نیز با تحلیل تصاویر منتشرشده از آزمایش‌ها، گزارش داد که «جمهوری اسلامی ظاهراً تصاویر شلیک‌های آزمایشی را اصلاح کرده و در توانایی‌های تسلیحاتی خود اغراق کرده‌است و برای پوشاندن پرتاب ناموفق یکی از موشک‌ها، تصویر یک موشک دیگر را به تصویر مربوطه، افزوده‌است.

## ویژگی‌ها

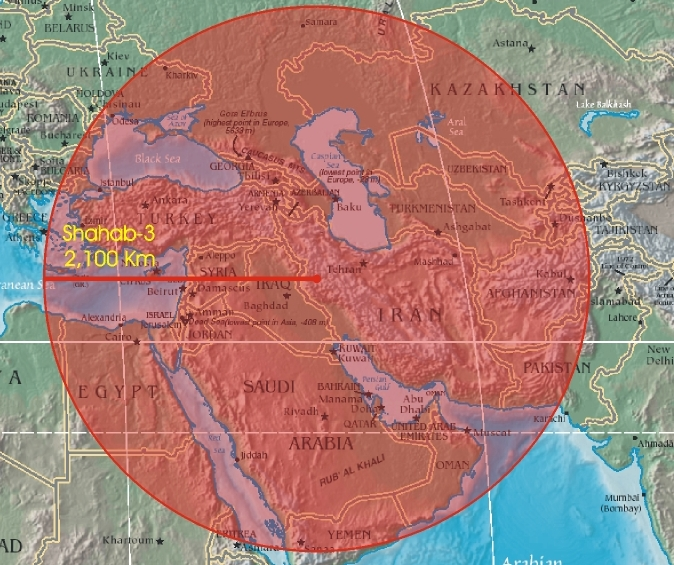
موشک شهاب ۳ ایران ۲۱۰۰ کیلومتر برد دارد.

وزن این موشک حدود ۱۶ تن، قطر آن ۱٫۳ متر و طول آن حدود ۱۷ متر است و می‌تواند کلاهکی به وزن ۱۰۰۰ کیلوگرم را تا مسافت ۱۳۰۰ تا ۱۵۰۰ کیلومتر حمل کند. در نمونهٔ جدید این موشک که در رزمایش پیامبراعظم ۳ در سال ۱۳۸۷ آزمایش شد، برد این موشک به ۲۰۰۰ کیلومتر ارتقاء یافته‌است. موتور موشک شهاب۳، ۲۶۷۶۰ کیلوگرم نیروی رانش تولید می‌کند که برای طی مسافت ۲۰۰۰ کیلومتر کافی است. اگر بخواهند برد آن بیشتر شود، از کلاهک‌های کم وزن‌تر استفاده می‌کنند و به همین دلیل، وزن کلاهک‌های از ۷۶۰ تا ۱۱۵۸ کیلوگرم متفاوت است.
- نوع: موشک بالستیک میان‌برد
- سازنده: سازمان صنایع دفاعی ایران، سازمان فضایی ایران
- طول: ۱۶٫۵۸ متر
- وزن: ۱۷۸۰ کیلوگرم در مدل اولیه و ۲٫۱۸۰ کیلوگرم در مدل‌های پسین (بعدی)
- قطر: ۱٫۳۸ متر
- برد: حدود ۱۳۰۰ کیلومتر در مدل‌های ابتدایی و ۲۰۰۰ کیلومتر در مدل‌های پسین
- موتور: موتور تک‌مرحله‌ای با سوخت مایع

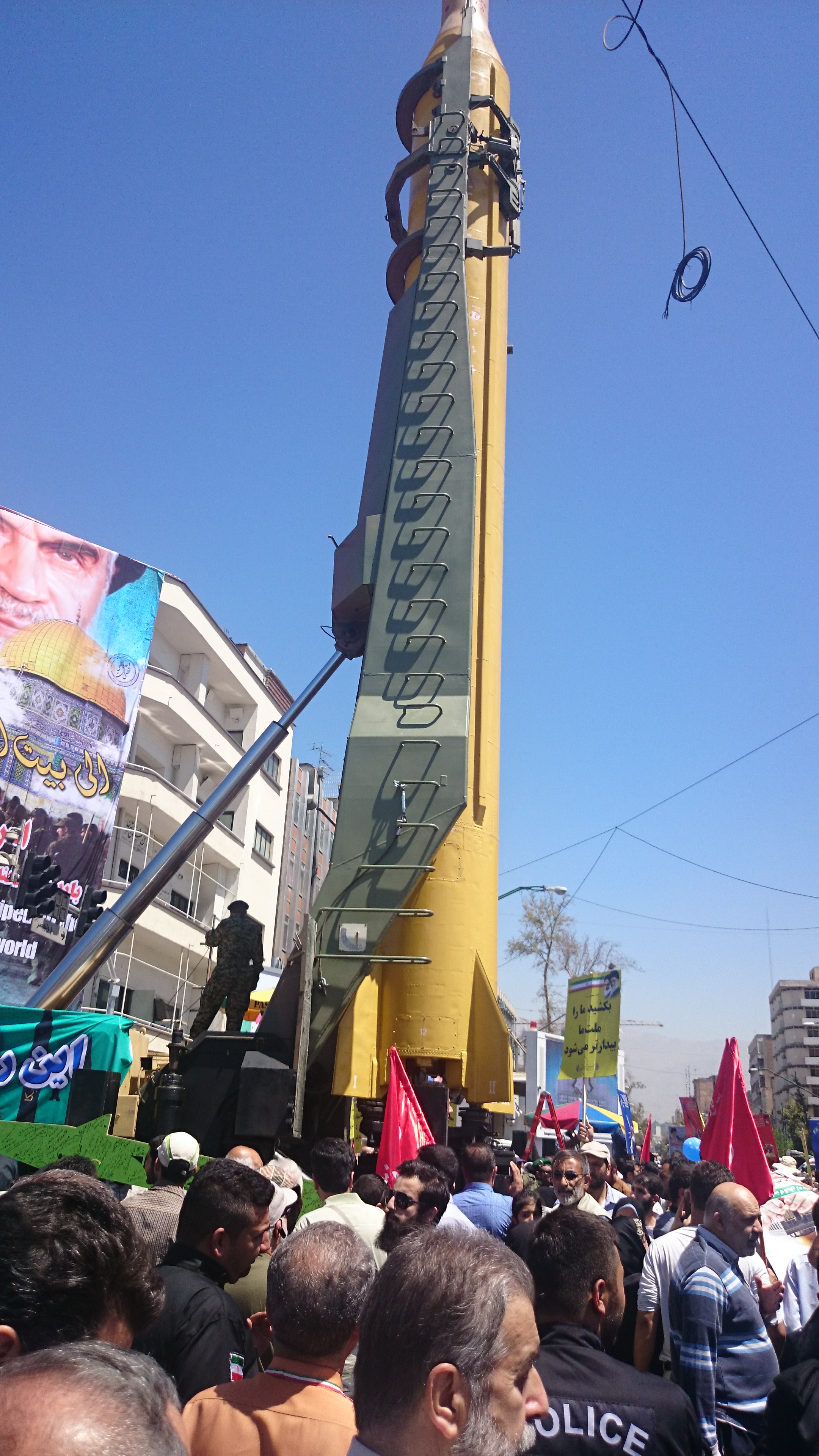
نمایش شهاب ۳ در راهپیمایی روز قدس، تهران، (۱۳۹۶)

- وزن پرتاب: ۱۷٬۴۸۰ کیلوگرم
- کلاهک: بین ۷۰۰ تا ۱۲۰۰ کیلوگرم
- دقت: ۱۹۰ متر CEP
- زمان ساخت: ۱۹۹۷

## شهاب ۳-ب
موشک شهاب ۳-ب، نسخهٔ بهبودیافته نسخه اولیه موشک شهاب ۳ است که دارای بردی در حدود ۲۰۰۰ کیلومتر است. بر اساس ادعای منابع اطلاعاتی غربی، سازمان فضایی ایران از ابتدای سال ۲۰۰۸ میلادی، تولید انبوه موشک شهاب ۳-ب را آغاز کرده‌است. بر اساس گزارش منابع اطلاعاتی غربی، خط تولید شهاب ۳-ب دارای ظرفیت تولید ۷۵ موشک شهاب ۳-ب در سال است. با توجه به برد بالای این نوع موشک، بحث‌هایی در مورد استفاده احتمالی ایران از این موشک علیه اسرائیل در صورت بروز جنگ، وجود دارد.

## کاربران

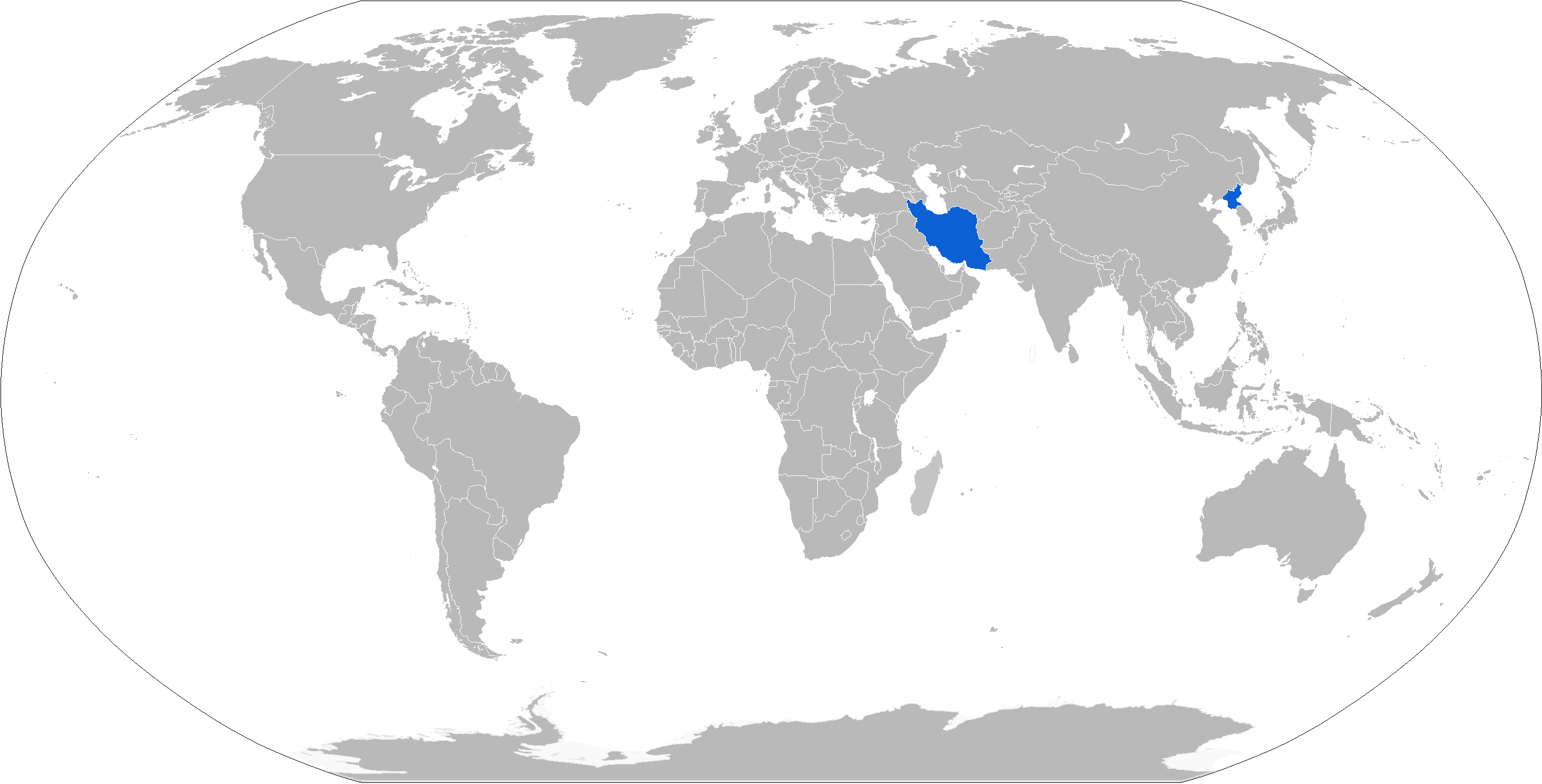

### کاربران کنونی
- ایران
  - نیروی هوافضای سپاه پاسداران